# Cenophengus howdeni
Cenophengus howdeni là một loài bọ cánh cứng trong họ Phengodidae. Loài này được Zarazoga miêu tả khoa học năm 1986.